# NGC 6323
NGC 6323 (другие обозначения — UGC 10764, MCG 7-35-48, ZWG 225.71, PGC 59868) — галактика в созвездии Геркулес.
Этот объект входит в число перечисленных в оригинальной редакции «Нового общего каталога».